# 국제 문해 협회
국제 문해 협회(International Literacy Association)는 문해력 개선과 독서 연구에 대한 대화를 촉진하며 전 세계적으로 독서 습관을 장려하기 위해 1956년에 창설된 국제 전문 조직이다. 128개국에 걸쳐 300,000명 이상의 전문 교육자, 연구원 및 전문가들이 소속되어 있다.